# Libnotes (Libnotes) nerissa
Libnotes (Libnotes) nerissa is een tweevleugelige uit de familie steltmuggen (Limoniidae). De soort komt voor in het Australaziatisch gebied.